# Mercedes (kommunhuvudort i Argentina, Buenos Aires)
Mercedes är en kommunhuvudort i Argentina.   Den ligger i provinsen Buenos Aires, i den centrala delen av landet, 100 km väster om huvudstaden Buenos Aires. Mercedes ligger 43 meter över havet och antalet invånare är 52 949.
Terrängen runt Mercedes är mycket platt. Det finns inga andra samhällen i närheten.
Trakten runt Mercedes består till största delen av jordbruksmark. Runt Mercedes är det ganska tätbefolkat, med 60 invånare per kvadratkilometer.